# Scooby-Doo és Scrappy-Doo (televíziós sorozat, 1979)
A Scooby-Doo és Scrappy-Doo (alternatív cím (Zoom-os szinkronnal): Pappa bácsi és pöttöm) 1979-es, szombat reggeli rajzfilmsorozat, mely az egykori Scooby-Doo, merre vagy? harmadik spin-offja. A rajzfilmsorozatot a Hanna-Barbera Studio készítette. Ez volt az utolsó Scooby-Doo-sorozat, melyben hallható volt az eredeti „laugh track”, azaz generált nevetés. Premiervetítése az ABC-n volt 1979 szeptemberétől, majd a Cartoon Network és társcsatornája, a Boomerang ismételte. Klasszikus magyar szinkronját a TV2 rendelte meg 2002-ben, később a Turner berendelt egy új szinkront, amely 2012-től volt látható a Boomerang csatornán.

## Alaptörténet
Miután Hanna-Barbera megalkotta a Scooby-Doo Hollywoodba megy c. telefilmet, egy új sorozaton kezdtek el gondolkozni. Addig a Scooby-Doo újabb kalandjai és A Scooby-Doo-show spin-offokat vetítették, valamint még egy eltérő stílusú feldolgozást, a Scooby-Doo! Rajzfilmolimpiát. Az eddigiekben az öt bandatag szerepelt, de Hanna-Barbera valami újban gondolkozott: megszületett a döntés, hogy a bandához csatlakozni fog Scooby unokaöccse, Scrappy-Doo.
Az alaptörténeten nem változtattak. Eszerint a banda még rejtélyeket old meg mindig, szörnyekkel, akiknek álarcuk alatt gonosztevők, bűnösök lapulnak.

## Magyar változat
A Scooby-Doo és Scrappy-Doo a harmadik magyar Scooby-Doo sorozat volt, melyet 2002-ben a TV2 rendelt meg és vetített le. Bozont magyar hangja Fekete Zoltán, Scooby magyar hangja Vass Gábor, Vilma magyar hangja Madarász Éva, Diána magyar hangja Hámori Eszter, Fred magyar hangja Bódy Gergely, Scrappy magyar hangja pedig Minárovits Péter lett.
A TV2 engedélye később lejárt, nem vetíthette tovább a sorozatot. A magyarországi Boomerang 2011-ig angol, 2012-től magyar nyelven vetítette újra a sorozatot új szinkronnal, melyben a hangok maradtak az eredetiek, egyedül Scooby-Doo és Scrappy-Doo hangján változtattak, szinkronhangjuk Melis Gábor és Pálmai Szabolcs lett (utóbbi Zoom-os szinkronban: Szokol Péter).

## Eredeti változat
- Scooby-Doo – Don Messick
- Scrappy-Doo – Lennie Weinrib
- Bozont – Casey Kasem
- Fred – Frank Welker
- Diána – Heather North Kenney
- Vilma  Pat Stevens (1–11. epizód) / Marla Frumkin (12–16. epizód)

## Epizódok
A két szinkron miatt az epizódoknak két magyar címük létezik. Az egyik magyar cím a TV2 által sugárzott, a másik a Turner-féle magyar cím. Néhány epizódnak a TV2-es címe nem ismert.

### Évados áttekintés
| Évad | Évad | Epizódok | Eredeti sugárzás     | Eredeti sugárzás | Magyar sugárzás (TV2) | Magyar sugárzás (TV2) | Magyar sugárzás (Boomerang) | Magyar sugárzás (Boomerang) |
| Évad | Évad | Epizódok | Évadpremier          | Évadfinálé       | Évadpremier           | Évadfinálé            | Évadpremier                 | Évadfinálé                  |
| ---- | ---- | -------- | -------------------- | ---------------- | --------------------- | --------------------- | --------------------------- | --------------------------- |
|      | 1    | 16       | 1979. szeptember 22. | 1980. január 5.  | 2002. augusztus 4.    | 2002. szeptember 21.  | 2012. március 1.            | 2012. március 22.           |

### 1. évad
| #   | Eredeti cím                            | Magyar cím (TV2)                       | Magyar cím (Boomerang)          | Eredeti premier      | Magyar premier (TV2) | Magyar premier (Boomerang) |
| --- | -------------------------------------- | -------------------------------------- | ------------------------------- | -------------------- | -------------------- | -------------------------- |
| 1.  | The Scarab Lives!                      | Az életkre kelt Szkarabeusz            | A Skarabeusz visszavág          | 1979. szeptember 22. | 2002. augusztus 4.   | 2012. március 1.           |
| 2.  | Strange Encounters of a Scooby Kind    | Harmadik típusú találkozás             | Scooby-Doo típusú találkozások  | 1979. szeptember 29. | 2002. augusztus 10.  | 2012. március 2.           |
| 3.  | The Night Ghoul of Wonderworld         | A éjszaka vámpírja Csodaországban      | Csodavilág vámpírja             | 1979. október 6.     | 2002. augusztus 11.  | 2012. március 5.           |
| 4.  | The Neon Phantom of the Roller Disco!  | A görkoridiszkó neonfantomja           | A görkoridiszkó neonfantomja    | 1979. október 13.    | 2002. augusztus 17.  | 2012. március 6.           |
| 5.  | Shiver and Shake, That Demon's a Snake | Borzalom, ó, ez a démonkígyó           | Hű hüllőhüledezés               | 1979. október 20.    | 2002. augusztus 18.  | 2012. március 7.           |
| 6.  | The Scary Sky Skeleton                 | A félelmetes égi csontváz              | Aláz egy égi csontváz           | 1979. október 27.    | 2002. augusztus 19.  | 2012. március 8.           |
| 7.  | The Demon of the Dugout                | A stadion szörnyű szelleme             | Japán baseballbanzáj            | 1979. november 3.    | 2002. augusztus 20.  | 2012. március 9.           |
| 8.  | The Hairy Scare of the Devil Bear      | Fel a mancsokkal, Medvedémon!          | Kellemetlen medveszellem        | 1979. november 10.   | 2002. augusztus 24.  | 2012. március 12.          |
| 9.  | Twenty Thousand Screams Under the Sea  | A rettegés öblének szörnye             | A hullám szörnyű látvány        | 1979. november 17.   | 2002. augusztus 25.  | 2012. március 13.          |
| 10. | I Left My Neck in San Francisco        | San Franciscóban hagytam a nyakam      | A vámpírhölgy látogatása        | 1979. november 24.   | 2002. augusztus 31.  | 2012. március 14.          |
| 11. | When You Wish Upon a Star Creature     | Mit kívánsz, ha csillagszörnyet látsz? | Égszakadás, földönfutás         | 1979. december 1.    | 2002. szeptember 1.  | 2012. március 15.          |
| 12. | The Ghoul, the Bat and the Ugly        | A vámpír, a denevér és a csúf          | A rút, a ronda és a csúf        | 1979. december 8.    | 2002. szeptember 7.  | 2012. március 16.          |
| 13. | Rocky Mountain Yiiiii!                 | A Sziklás-hegység szelleme             | Szellemesen sziklás hegység     | 1979. december 15.   | 2002. szeptember 8.  | 2012. március 19.          |
| 14. | The Sorcerer's a Menace                | Morgan, a mágus                        | Veszedelmes varázslók           | 1979. december 22.   | 2002. szeptember 14. | 2012. március 20.          |
| 15. | Lock the Door, It's a Minotaur!        | Ó, jajusz, a Minotaurusz!              | A minotaurusz és a mini vaurusz | 1979. december 29.   | 2002. szeptember 15. | 2012. március 21.          |
| 16. | The Ransom of Scooby Chief             | Kutyarablás New York-ban               | Szabadítsátok ki Scooby-t!      | 1980. január 5.      | 2002. szeptember 21. | 2012. március 22.          |